# Notholaena candida
Notholaena candida là một loài thực vật có mạch trong họ Adiantaceae. Loài này được (M. Martens & Galeotti) Hook. miêu tả khoa học đầu tiên năm 1864.